# 핫도그 먹기 대회

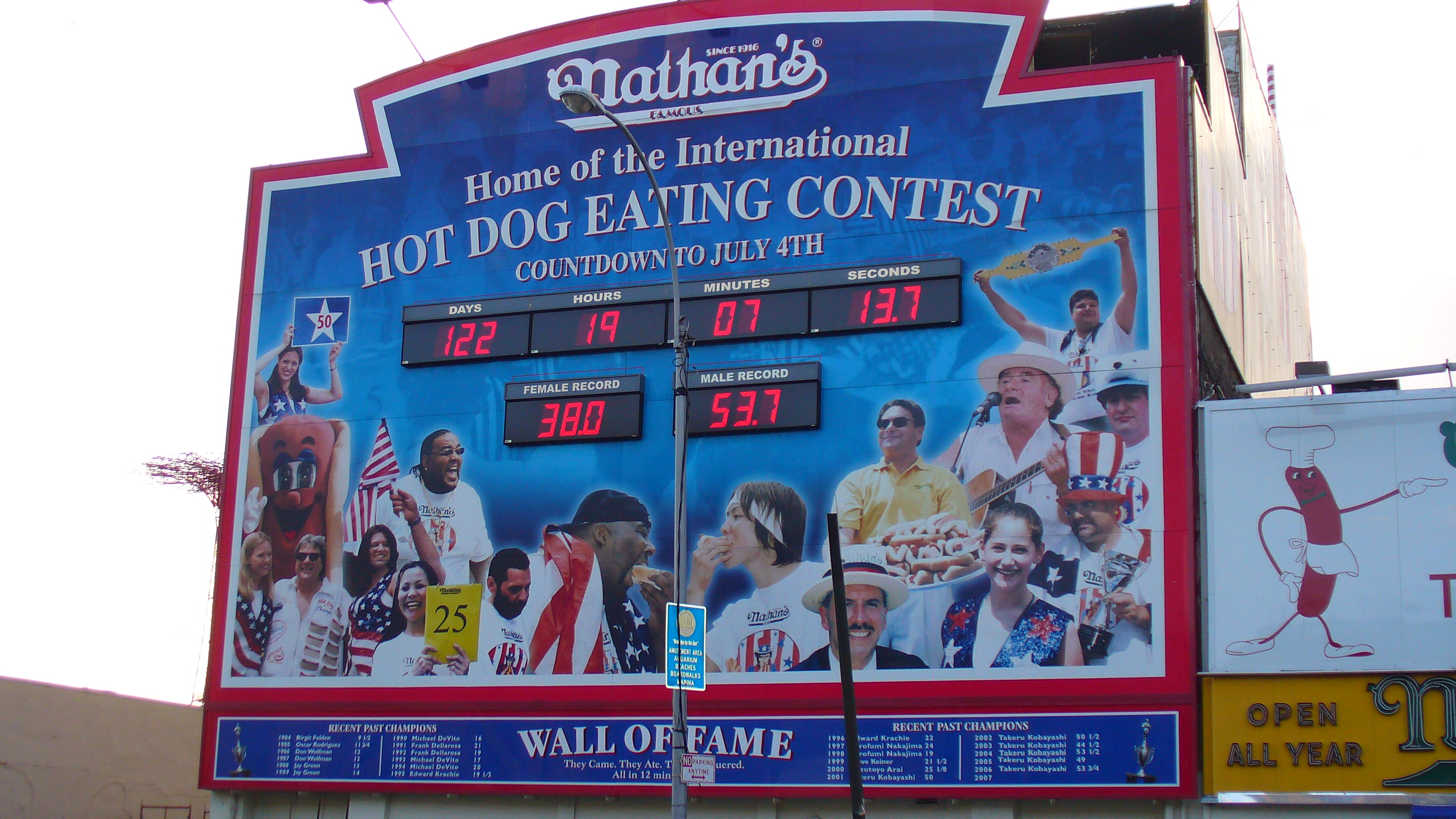
전광판

핫도그 먹기 대회(Hot Dog Eating Contest)는 코니아일랜드에 있는 네이산즈가 주최하는 핫도그 빨리 먹기 대회이다.
1916년에 시작된 축제이다. 매년 7월 4일에 열린다